# Пучок (математика)
Пучок — структура, используемая для установления отношений между локальными и глобальными свойствами или характеристиками некоторого математического объекта.
Пучки играют значительную роль в топологии, дифференциальной геометрии и алгебраической геометрии, но также применяются в теории чисел, анализе и теории категорий.

## Интуитивное определение
Грубо говоря, пучок {\displaystyle F} на топологическом пространстве {\displaystyle X} задаётся данными двух типов с двумя дополнительными свойствами.
Первая часть данных заключена в отображении, сопоставляющем каждому открытому подмножеству {\displaystyle U} пространства {\displaystyle X} некое (абстрактное) множество {\displaystyle F(U)}.
(Часто предполагается, что на этом множестве задана определённая структура, но пока что ограничимся лишь тем, что это просто множество.)
Вторая часть данных состоит в том, что для каждой пары открытых множеств {\displaystyle V\subset U} зафиксировано некоторое отображение
{\displaystyle \rho _{VU}:F(U)\to F(V)},
называемое сужением.
(Оно действует аналогично операции сужения на область {\displaystyle V} функций, заданных на {\displaystyle U.})
Требуется также, чтобы эти данные обладали следующими двумя свойствами:
- Аксиома нормализации: {\displaystyle F(\varnothing )} — множество из единственного элемента.
- Аксиома склейки: если задана согласованная система элементов {\displaystyle x_{i}\in F(U_{i})} (согласованность означает, что элементы {\displaystyle x_{i}} и {\displaystyle x_{j}} имеют одно и то же ограничение на область {\displaystyle U_{i}\cap U_{j}}), то они однозначно определяют элемент {\displaystyle x} из {\displaystyle F(U)} (где {\displaystyle U} — объединение всех {\displaystyle U_{i}}), ограничениями которого на соответствующую область все они являются.

## Примеры

### Пучки функций
Основной пример даёт пучок непрерывных функций на топологическом пространстве X. Ограничение непрерывной функции на открытое подмножество есть непрерывная функция на этом подмножестве, и функция, заданная частично на открытых подмножествах, может быть восстановлена на их объединении.
Точнее, для каждого открытого подмножества {\displaystyle U} пространства {\displaystyle X} обозначим {\displaystyle F(U)} множество всех непрерывных вещественнозначных функций {\displaystyle f:U\to \mathbb {R} }. Имея открытое множество {\displaystyle V}, содержащееся в {\displaystyle U}, и функцию {\displaystyle f} из {\displaystyle F(U)}, мы можем сузить область определения функции {\displaystyle f} до множества {\displaystyle V} и получить функцию {\displaystyle f|_{V}}. Ограничение {\displaystyle f|_{V}} есть непрерывная функция на {\displaystyle V}, следовательно, оно является элементом множества {\displaystyle F(V)}. Таким образом, определено отображение ограничения {\displaystyle \rho _{VU}:F(U)\to F(V)}.
Аксиома нормализации, очевидно, выполнена, так как есть только одна непрерывная функция из пустого множества в R — пустая функция. Чтобы показать, что справедлива и аксиома склейки, предположим, что задана согласованная система непрерывных функций {\displaystyle f_{i}:U_{i}\to \mathbb {R} }, {\displaystyle i\in I}. Это означает, что ограничения функций {\displaystyle f_{i}} и {\displaystyle f_{j}} на множестве {\displaystyle U_{i}\cap U_{j}} должны совпадать. Определим теперь функцию {\displaystyle f:U\to \mathbb {R} } следующим образом: так как {\displaystyle U} — объединение всех {\displaystyle U_{i}}, каждая точка {\displaystyle x} из {\displaystyle U} покрыта множеством {\displaystyle U_{i}} для некоторого {\displaystyle i}. Определим значение функции {\displaystyle f} в точке {\displaystyle x} равным {\displaystyle f_{i}(x)}. Это определение корректно: если {\displaystyle x} лежит также и в {\displaystyle U_{j}}, то по условию согласованности {\displaystyle f_{i}(x)=f_{j}(x)}, поэтому всё равно, какой из этих функций пользоваться для определения {\displaystyle f(x)}. При этом функция {\displaystyle f} непрерывна в точке {\displaystyle x}, так как в её окрестности {\displaystyle U_{i}} совпадает с непрерывной функцией {\displaystyle f_{i}(x)}. В итоге функция {\displaystyle f} непрерывна в каждой точке из {\displaystyle U}, то есть непрерывна в {\displaystyle U}. Более того, {\displaystyle f} — это единственная непрерывная функция, ограничение которой на области {\displaystyle U_{i}} совпадает с {\displaystyle f_{i}}, так как функция полностью определяется своими значениями в точках. Как следствие, существует одна и только одна функция, склеенная из функций {\displaystyle f_{i}}, а именно {\displaystyle f}.
На самом деле, полученный пучок есть не просто пучок множеств. Так как непрерывные функции можно поточечно складывать и получать снова непрерывные функции, этот пучок также есть пучок абелевых групп. Так как их также можно перемножать, этот пучок есть пучок коммутативных колец. Так как непрерывные функции на множестве образуют векторное пространство над R, то этот пучок — пучок алгебр над R.

### Пучки решений дифференциальных уравнений
Для простоты будем работать с пространством R. Допустим, на R задано дифференциальное уравнение {\displaystyle F(x,y,y',y'',...)=0} и ищутся гладкие решения, то есть гладкие функции {\displaystyle y:\mathbb {R} \to \mathbb {R} }, удовлетворяющие этому уравнению. В предыдущем примере было описано, как строится пучок непрерывных функций на R. Подобная конструкция дословно с заменой слов «непрерывная» на слова «гладкая» применима для построения пучка гладких функций на R. Обозначим этот пучок через {\displaystyle G}. {\displaystyle G(U)} — это множество гладких функций {\displaystyle U\to \mathbb {R} }. Некоторые элементы {\displaystyle G(U)} являются решениями уравнения {\displaystyle F=0}. Оказывается, эти решения сами по себе образуют пучок.
Для каждого открытого множества {\displaystyle U}, пусть {\displaystyle H(U)} — множество гладких функций {\displaystyle y:U\to \mathbb {R} } таких, что {\displaystyle F(x,y,y',y'',\dots )=0}. Отображения ограничения — всё ещё сужения функций, так же, как в {\displaystyle G}. {\displaystyle H(\varnothing )} всё также состоит из пустой функции. Чтобы проверить аксиому склейки, пусть {\displaystyle \{U_{i}\},i\in I} — набор открытых множеств, и {\displaystyle U} — их объединение. Пусть {\displaystyle f_{i}} — элементы {\displaystyle H(U_{i})}, согласованные на пересечениях, то есть {\displaystyle f_{i}|_{U_{i}\cap U_{j}}=f_{j}|_{U_{i}\cap U_{j}}}. Определим {\displaystyle f} так же, как и раньше: {\displaystyle f(x)=f_{i}(x)} всегда, когда {\displaystyle f_{i}(x)} определено. Чтобы убедиться, что {\displaystyle f} всё ещё решение дифференциального уравнения, заметим, что {\displaystyle f} удовлетворяет ему в каждом из множеств {\displaystyle U_{i}}, так как там она совпадает с функцией {\displaystyle f_{i}(x)}. Следовательно, {\displaystyle f} есть решение уравнения {\displaystyle F=0}. Чтобы проверить, что {\displaystyle f} единственна, заметим, как и раньше, что {\displaystyle f} определяется своими значениями в точках, и эти значения должны совпадать со значениями {\displaystyle f_{i}(x)} на {\displaystyle U_{i}}. Итак, {\displaystyle f} — единственная склейка функций {\displaystyle \{f_{i}\}}, поэтому {\displaystyle H} есть пучок.
Заметим, что {\displaystyle H(U)} содержится в {\displaystyle G(U)} при любом {\displaystyle U}. Кроме того, если {\displaystyle f} — элемент {\displaystyle H(U)}, а {\displaystyle V} — открытое множество, содержащееся в {\displaystyle U}, тогда результат применения отображения ограничения на {\displaystyle V} функции {\displaystyle f} в пучке {\displaystyle H} будет тот же, что и в пучке {\displaystyle G}. В таких случаях говорят, что пучок {\displaystyle H} является подпучком пучка {\displaystyle G}.

В зависимости от дифференциального уравнения {\displaystyle F} может случиться так, что при сложении двух решений этого уравнения снова получается его решение — например, если {\displaystyle F} линейно. В этом случае {\displaystyle H} будет пучком групп с групповой операцией, заданной поточечным сложением функций. Однако в общем случае {\displaystyle H} — всего лишь пучок множеств, а не пучок групп или колец.

### Пучки векторных полей
Пусть {\displaystyle M} — гладкое многообразие. Векторное поле {\displaystyle V} на {\displaystyle M} сопоставляет каждой точке {\displaystyle x} на {\displaystyle M} вектор {\displaystyle V(x)} из {\displaystyle T_{x}M} — касательного пространства к {\displaystyle M} в точке {\displaystyle x}. Требуется, чтобы {\displaystyle V(x)} гладко зависело от {\displaystyle x}. Определим пучок {\displaystyle {\mathcal {T}}}, который будет нести информацию о векторных полях на {\displaystyle M}. Для каждого открытого множества {\displaystyle U}, рассмотрим {\displaystyle U} как гладкое многообразие и пусть {\displaystyle {\mathcal {T}}(U)} — множество всех (гладких) векторных полей на {\displaystyle U}. Другими словами, {\displaystyle {\mathcal {T}}(U)} есть множество функций {\displaystyle V}, которые точке {\displaystyle x} на {\displaystyle U} сопоставляют вектор {\displaystyle V(x)} из {\displaystyle T_{x}U}, гладко от неё зависящий. Поскольку {\displaystyle U} открыто, {\displaystyle T_{x}U=T_{x}M}. Определим отображения ограничения как сужения векторных полей.
Чтобы показать, что {\displaystyle {\mathcal {T}}} есть пучок, сначала заметим, что {\displaystyle {\mathcal {T}}(\varnothing )} состоит из одной только пустой функции, так как в пустом множестве нет точек. Проверим теперь аксиому склейки. Пусть {\displaystyle \{U_{i}\}}, {\displaystyle i\in I} — набор открытых множеств, и U — их объединение. На каждом открытом множестве {\displaystyle U_{i}}, выберем векторное поле {\displaystyle V_{i}}, и предположим, что эти поля согласованы на пересечениях, то есть {\displaystyle V_{i}|_{U_{i}\cap U_{j}}=V_{j}|_{U_{i}\cap U_{j}}}. Теперь определим новое векторное поле V на U следующим образом: для всякого x из U, выберем {\displaystyle U_{i}}, содержащее x. Определим V(x) как {\displaystyle V_{i}(x)}. Поскольку поля {\displaystyle V_{i}} согласованы на пересечениях, V корректно определено. Более того, V(x) есть касательный вектор из {\displaystyle T_{x}M}, гладко зависящий от x, так как {\displaystyle V_{i}(x)} гладко зависит от x и «гладкая зависимость» — локальное свойство. Наконец, V есть единственно возможная склейка полей {\displaystyle V_{i}}, так как V однозначно определяется своими значениями в каждой точке x, а эти значения должны совпадать со значениями поля {\displaystyle V_{i}} на {\displaystyle U_{i}}.
Можно дать другое определение пучка {\displaystyle {\mathcal {T}}}, использующее касательное расслоение TM многообразия M. Рассмотрим естественную проекцию {\displaystyle p:TM\to M}, которая паре (x, v), где x точка на M , а v — вектор из {\displaystyle T_{x}M}, сопоставляет точку x. Векторное поле на открытом множестве U — это то же, что сечение проекции p, то есть, гладкое отображение {\displaystyle s:U\to TM} такое, что {\displaystyle p\circ s={\rm {id}}_{U}}, где {\displaystyle {\rm {id}}_{U}} — тождественное отображение на U. Другими словами, сечение s сопоставляет точке x пару (x, v) гладким образом. Отображение s не может сопоставить точке x пару (y, v) с {\displaystyle y\neq x}, из-за условия {\displaystyle p\circ s={\rm {id}}_{U}}. Это позволяет представить касательный пучок {\displaystyle {\mathcal {T}}} как пучок сечений касательного расслоения. Другими словами, при любом U {\displaystyle {\mathcal {T}}(U)} есть множество всех сечений проекции p, и отображения ограничения — обычное сужение функций. По аналогии можно построить пучок сечений любого непрерывного отображения топологических пространств.
Пучок {\displaystyle {\mathcal {T}}} — это всегда пучок групп с поточечными операциями сложения векторов. Однако, {\displaystyle {\mathcal {T}}} обычно не есть пучок колец, так как на векторах не определена естественным образом операция умножения.

## Формальное определение
Первый шаг в определении понятия пучка состоит в определении понятия предпучка, которое охватывает пространства данных, ассоциированные с каждым открытым подмножеством топологического пространства, и операции ограничения этих данных с более крупных подмножеств на более мелкие. На втором шаге накладываются дополнительные ограничения — требования выполнимости аксиом нормализации и склейки. Предпучок, удовлетворяющий этим требованиям, и есть пучок.

### Определение предпучка
Пусть {\displaystyle X} — топологическое пространство, а C — некоторая категория. Над пространством {\displaystyle X} задан предпучок {\displaystyle F} со значениями в категории C, если:
- Каждому открытому подмножеству {\displaystyle U} в {\displaystyle X} сопоставлен F(U) — объект категории C.
- Каждому включению {\displaystyle V\subset U} открытых множеств сопоставлен морфизм объектов категории C:

{\displaystyle \rho _{VU}\colon F(U)\to F(V)}.
Эти морфизмы называются морфизмами ограничения. Совокупность этих морфизмов должна удовлетворять следующим условиям:
- Для любого открытого множества {\displaystyle U} {\displaystyle \rho _{UU}} — тождественный морфизм объекта {\displaystyle F(U)}.
- Для каждого двойного включения {\displaystyle W\subset V\subset U} справедливо равенство

{\displaystyle \rho _{WV}\circ \rho _{VU}=\rho _{WU}}
Последнее условие означает, что должно быть безразлично, ограничиваем мы данные с области {\displaystyle U} на область {\displaystyle W} непосредственно, или в два этапа — с предварительным ограничением на {\displaystyle V}, а с неё уже — на {\displaystyle W}.

#### Предпучки в теории категорий
Весьма компактным определение предпучка получается в терминах теории категорий. Сначала определяется категория O(X) открытых множеств пространства X, объектами которой являются открытые подмножества X, а множество морфизмов объекта V этой категории в объект U в случае, если V — подмножество U, состоит из единственного морфизма — отображения включения V в U, и пусто в противном случае. Тогда предпучок над пространством X со значениями в категории C — это всякий контравариантный функтор F из категории O(X) в категорию C. Такое определение предпучка допускает дальнейшее обобщение, когда рассматриваются функторы в C не обязательно из категории вида O(X) (см. предпучок (теория категорий)).
Если над пространством X задан предпучок F со значениями в категории C, и U — открытое подмножество X, объект F(U) называется пространством сечений предпучка F над множеством U. Если C — конкретная категория, тогда каждый элемент множества F(U) называется сечением пучка F над U, по аналогии с сечениями расслоённых пространств и этального пространства пучка (см. ниже). Сечение над X называется глобальным сечением. Ограничение {\displaystyle \rho _{VU}(s)} сечения {\displaystyle s} обычно обозначается как {\displaystyle s|_{V}}. F(U) также часто обозначается как {\displaystyle \Gamma (U,F)}, особенно в контексте теории когомологий пучков, в которой область U фиксируется, а пучок F — переменный.

### Определение пучка
Пучок — это предпучок, в котором выполнены 2 аксиомы.
- {\displaystyle F(\varnothing )} — терминальный объект категории C.

Разумеется, чтобы аксиома имела смысл, нужно, чтобы категория C обладала терминальным объектом. На практике обычно это так и есть.
Однако более важная аксиома — аксиома склейки. Напомним, что в примерах, разобранных выше, эта аксиома требовала, чтобы набор данных (сечений пучка), согласованных на пересечениях их областей определения, всегда допускал (притом однозначно) их склейку — сечение над объединением открытых множеств, над которыми это сечение задано как бы частично. Для простоты сформулируем аксиому склейки в случае, когда C — конкретная категория. Общий случай смотри в статье «аксиома склейки».
Пусть {\displaystyle U_{i}} — набор открытых множеств пространства X, и U — их объединение. Пусть над каждым из них задано сечение {\displaystyle s_{i}\in F(U_{i})} (пред)пучка F. Набор этих сечений называется согласованным (англ. compatible), если для всяких i и j
{\displaystyle \rho _{U_{i}\cap U_{j},U_{i}}(s_{i})=\rho _{U_{i}\cap U_{j},U_{j}}(s_{j})}.
Аксиома склейки для F выполнена, если
- всякий набор согласованных сечений {\displaystyle s_{i}} определяет единственное сечение {\displaystyle s\in F(U)}, такое что {\displaystyle s_{i}=\rho _{U_{i},U}s} для каждого i.

Сечение s называется склейкой (англ. gluing, concatenation, collation) сечений {\displaystyle s_{i}}, так как оно как бы склеено из более мелких сечений.
В примерах, данных выше, сечениям пучков соответствовали некоторые функции. В таких случаях аксиома склейки исходит из функций {\displaystyle f_{i}}, совпадающих на пересечениях {\displaystyle U_{i}\cap U_{j}}, и утверждает существование единственной функции f, одновременно продолжающей все функции {\displaystyle f_{i}} на множество U, — как раз то, что было показано в тех примерах для доказательства того, что в них действительно предъявлен пучок.
Часто аксиому склейки подразделяют на две части — на аксиому существования и аксиому единственности. Предпучки, удовлетворяющие только аксиоме единственности, называются отделимыми (англ. separated) предпучками.

## Ещё примеры
Так как пучки в точности заключают в себе данные, необходимые для перехода от ситуаций локальных к глобальным, существует множество примеров пучков, возникающих в математике. Вот несколько дополнительных примеров пучков:
- Всякое непрерывное отображение топологических пространств задаёт пучок множеств. Пусть f : Y → X — непрерывное отображение. Определим пучок {\displaystyle \Gamma (Y/X)}, полагая {\displaystyle \Gamma (Y/X)(U)} равным множеству всех сечений отображения {\displaystyle f|_{U}:U\to Y}, то есть, {\displaystyle \Gamma (Y/X)(U)} — это множество всех отображений s : U → Y, таких что {\displaystyle fs=id_{U}.} Морфизмы ограничения задаются обычным сужением отображения на подмножества области определения. Этот пучок называется пучком сечений отображения f, он особенно важен, когда f есть проекция расслоенного пространства на пространство своей базы. В случае, когда образ f не содержит U целиком, множество {\displaystyle \Gamma (Y/X)(U)} пусто. В качестве конкретного примера можно взять {\displaystyle \scriptstyle X=\mathbb {C} \backslash 0,} {\displaystyle \scriptstyle Y=\mathbb {C} } и {\displaystyle f(z)=\exp(z)}. Тогда {\displaystyle \Gamma (Y/X)(U)} есть множество ветвей логарифма над множеством {\displaystyle U}.
- Пусть M — Ck-многообразие (многообразие гладкости k). Для каждого открытого подмножества U в M определим {\displaystyle {\mathcal {O}}_{M}(U)} как множество всех Ck-гладких функций U → R. Морфизмы ограничений — обычные ограничения функций. Тогда {\displaystyle {\mathcal {O}}_{M}} есть пучок колец со сложением и умножением, заданными поточечным сложением и умножением функций. Этот пучок называется структурным пучком многообразия M.
- Для каждого j ≤ k, над M определён также пучок {\displaystyle {\mathcal {O}}_{M,j}}, называемый пучком j-раз непрерывно дифференцируемых функций на M. {\displaystyle {\mathcal {O}}_{M,j}} является подпучком пучка {\displaystyle {\mathcal {O}}_{M}}, который на открытом множестве U, задаёт множество всех Cj-функций на U.
- Над M определён пучок {\displaystyle {\mathcal {O}}_{X}^{\times }} функций без нулей. То есть, для каждого U, {\displaystyle {\mathcal {O}}_{X}^{\times }(U)} есть множество всех вещественнозначных функций на U, не обращающихся в ноль. Это — пучок групп с групповой операцией, задаваемой поточечным умножением функций.
- M имеет также кокасательный пучок ΩM. На каждом открытом множестве U, ΩM(U) есть множество дифференциальных форм степени 1 на U. Морфизмы ограничений — обычные ограничения дифференциальных форм. Аналогичным образом для всякого p > 0 определяется пучок Ωp дифференциальных p-форм.
- Если M гладкое многообразие, для каждого открытого множества U, множество {\displaystyle {\mathcal {DB}}(U)} есть множество всех вещественнозначных распределений (обобщённых функций) на U. Ограничения задаются ограничением функций. Тогда {\displaystyle {\mathcal {DB}}} становится пучком обобщённых функций.
- Пусть X — комплексное многообразие и U — открытое подмножество X, определим {\displaystyle {\mathcal {D}}_{X}(U)} как множество голоморфных дифференциальных операторов конечного порядка на U. Задавая ограничение как обычное ограничение функций, получаем пучок {\displaystyle {\mathcal {D}}_{X}}, называемый пучком голоморфных дифференциальных операторов.
- Фиксируем точку x из X и какой-нибудь объект S категории C. Пучком-небоскрёбом над x со слоем S называется пучок Sx, определённый следующим образом: Если U — открытое множество, содержащее x, тогда Sx(U) = S, в противном случае Sx(U) — терминальный объект категории C. Отображения ограничения, соответственно, либо тождественный морфизм объекта S, если оба открытых множества содержат x, либо тот самый единственный морфизм S в терминальный объект категории C.

Некоторые математические структуры определяются как пространства с фиксированным пучком на нём. Например, пространство с пучком колец над ним (на нём) называется окольцованным пространством. Если все слои (см. ниже) пучка — локальные кольца, тогда это локально окольцованное пространство. Если сечения пучка локальных колец локально представимы как элементы некоторого коммутативного кольца, получаем схему.
Вот 2 примера предпучков, которые не являются пучками:
- Пусть {\displaystyle \scriptstyle X} — двухточечное топологическое пространство {\displaystyle \scriptstyle \{x,y\}} с дискретной топологией. Определим предпучок F так: {\displaystyle \scriptstyle F(\varnothing )=\{\varnothing \},} {\displaystyle \scriptstyle F(\{x\})=\mathbb {R} ,} {\displaystyle \scriptstyle F(\{y\})=\mathbb {R} ,} {\displaystyle \scriptstyle F(\{x,y\})=\mathbb {R} \times \mathbb {R} \times \mathbb {R} .} Отображение ограничения {\displaystyle \scriptstyle F(\{x,y\})\to F(\{x\})} есть проекция из {\displaystyle \scriptstyle \mathbb {R} \times \mathbb {R} \times \mathbb {R} } на первую компоненту, а отображение ограничения {\displaystyle \scriptstyle F(\{x,y\})\to F(\{y\})} — проекция {\displaystyle \scriptstyle \mathbb {R} \times \mathbb {R} \times \mathbb {R} } на вторую компоненту. {\displaystyle \scriptstyle F} — предпучок, не являющийся отделимым: всякое глобальное сечение задаётся тремя числами, однако сечения над (открытыми множествами) {\displaystyle \scriptstyle \{x\}} и {\displaystyle \scriptstyle \{y\}} определяют только два числа из них. Хотя можно склеить любые два сечения, заданные над точками {\displaystyle \scriptstyle \{x\}} и {\displaystyle \scriptstyle \{y\},} нет единственности такой склейки.

- Пусть X — комплексная плоскость, и для её открытых подмножеств U положим F(U) — множество ограниченных голоморфных функций на U с обычными отображениями ограничения. Это не будет пучок, так как склейка в данном случае не всегда возможна. Например, пусть Ur есть открытый диск |z| < r. Функция f(z) = z ограничена на каждом диске Ur. Следовательно, получаем согласованные сечения sr на Ur (которые есть сужения функции f(z) на Ur). Однако они не допускают склейки, так как функция f не является ограниченной на всей комплексной плоскости. Следовательно F есть предпучок, но не пучок. Отметим, что F является отделимым, так как он есть подпучок пучка голоморфных функций на X.

## Морфизмы пучков
Поскольку пучки содержат данные, соотнесённые каждому открытому подмножеству пространства X, морфизм пучков определяется как набор отображений, по одному для каждого открытого множества, удовлетворяющий некоторым условиям согласованности.
Пучки — это предпучки специального вида, подобно тому, как абелевы группы являются специальным случаем групп (пучки образуют полную подкатегорию в категории предпучков). Другими словами, морфизм пучков это то же, что морфизм в категории предпучков, но между объектами, которые являются пучками; аксиома склейки в определении морфизма никак не задействована.

### Морфизмы пучков над одним пространством
В этом разделе все пучки определены над пространством X и принимают значения в фиксированной категории C (когда речь пойдёт о ядре и коядре морфизмов, предполагается, что C — абелева категория).
Пусть {\displaystyle {\mathcal {F}}} и {\displaystyle {\mathcal {G}}} — два таких пучка. Морфизм C-пучков на X {\displaystyle \varphi \colon {\mathcal {G}}\to {\mathcal {F}}} сопоставляет каждому открытому множеству U пространства X морфизм {\displaystyle \varphi _{U}\colon {\mathcal {G}}(U)\to {\mathcal {F}}(U),} так что все эти морфизмы согласованы друг с другом и с отображениями ограничения в обоих пучках. Другими словами, для каждого открытого множества V и его открытого подмножества U имеет место коммутативная диаграмма:
Это условие согласованности означает, что каждому сечению s пучка G над открытым множеством V сопоставлено некоторое сечение {\displaystyle \varphi _{V}(s)} над V пучка F, и их ограничения на открытое подмножество U множества V связаны морфизмом {\displaystyle \varphi _{U}}. (Ограничение на V {\displaystyle \varphi _{U}}-образа сечения s совпадает с {\displaystyle \varphi _{V}}-образом его ограничения на V.)
Простой факт, что морфизм пучков является изоморфизмом (то есть имеет обратный морфизм) в точности тогда, когда все морфизмы {\displaystyle \varphi _{U}} являются изоморфизмами (обратимы). То же верно для мономорфизмов и не верно для эпиморфизмов. Это связано с тем, что ядро морфизма пучков всегда является пучком, а образ и коядро могут и не быть (но всегда будут отделимыми предпучками).
Смотри статью «Когомологии пучков».

### Морфизмы пучков над разными пространствами
Далее пучки принимают значения в фиксированной категории C, но могут быть определены над разными пространствами.
Пусть X и Y — топологические пространства с заданными на них пучками OX и OY соответственно. Морфизм пары (X, OX) в (Y, OY) задаётся с помощью следующих данных:
- Непрерывное отображение f : X → Y
- семейство C-морфизмов φV : OY(V) → OX(f −1(V)) для каждого открытого подмножества V пространства Y, которые коммутируют с отображениями ограничения. То есть, если V1 ⊂ V2 — два открытых подмножества Y, следующая диаграмма должна быть коммутативной (вертикальные стрелки — морфизмы ограничения на подмножество):

Это определение годится и для определения морфизма предпучков над разными пространствами.

## Пучок, ассоциированный с предпучком
Часто бывает полезно данные, которые образуют предпучок, представить с помощью пучка. Оказывается, существует очень удобная процедура, позволяющая это сделать. Возьмём предпучок {\displaystyle F} и построим новый пучок {\displaystyle aF}, называемый пучком, ассоциированным с предпучком {\displaystyle F}. {\displaystyle a} называется функтором ассоциированного пучка (англ. sheaving functor, sheafification functor, associated sheaf functor). Существует естественный морфизм предпучков {\displaystyle i:F\to aF} со свойством универсальности, состоящем в том, что для любого пучка {\displaystyle G} и морфизма предпучков {\displaystyle f:F\to G}, существует единственный морфизм пучков {\displaystyle {\tilde {f}}:aF\to G} такой, что {\displaystyle f={\tilde {f}}\cdot i}. На самом деле {\displaystyle a} есть сопряжённый функтор к функтору вложения категории пучков в категорию предпучков, а {\displaystyle i} есть единица сопряжения.

## Ростки сечений пучка
Слой {\displaystyle {\mathcal {F}}_{x}} пучка {\displaystyle {\mathcal {F}}} позволяет описать свойства пучка «рядом» с точкой x ∈ X.
Здесь «рядом» означает, что мы смотрим на как можно меньшую окрестность точки. Конечно, никакая окрестность сама по себе не является достаточно малой, но мы можем рассмотреть их предел (или, точнее, копредел).
Слой над точкой x определяется как
{\displaystyle {\mathcal {F}}_{x}=\varinjlim _{U\ni x}{\mathcal {F}}(U),}
прямой предел всех окрестностей точки x. Другими словами, элемент слоя является сечением пучка в некоторой окрестности x, причем два таких сечения соответствуют одному элементу пучка, если они имеют одинаковое ограничение на некоторую окрестность точки x.
Естественный морфизм F(U) → Fx переводит сечение s в окрестности F(U) в его росток. Это обобщает обычное определение ростка.

## История
- В 1936 году П. С. Александров предложил конструкцию нерва покрытия, сопоставляющую произвольному открытому покрытию симплициальный комплекс.
- В 1938 году Хасслер Уитни дал 'современное' определение когомологии, подводя итог работе, проведенной с тех пор, как Александер и Колмогоров определили коцепи.
- В 1945 году Жан Лере опубликовал результаты работы, проведенной в немецком плену, которая дала начало теории пучков и спектральных последовательностей.
- В 1948 году на семинаре Картана начала теории пучков были впервые записаны полностью.
- В 1950 году на семинаре Картана предложена «вторая версия» теории пучков — используется определение этального пространства пучка и структура слоев. В это же время Киёси Ока[англ.] выдвинул идею пучка идеалов.
- В 1954 году Серр написал статью Faisceaux algébriques cohérents (опубликована в 1955), ставшую началом использования пучков в алгебраической геометрии. Его идеи были немедленно подхвачены Хирцебрухом, который в 1956 году написал основную книгу по топологическим методам в алгебраической геометрии.
- В 1955 году Гротендик в своих лекциях в Канзасе определяет абелеву категорию и предпучок и при помощи инъективных резольвент делает возможным использование когомологий пучков в произвольном топологическом пространстве как производных функторов.
- В 1957 году Гротендик развивает теорию пучков в соответствии с нуждами алгебраической геометрии, вводя понятия: схемы и общих пучков для на ней, локальных когомологий[англ.], производных категорий и топологий Гротендика.